# Marino Alonso
Marino Alonso Monje (Fresno de la Ribera, Zamora, 16 de noviembre del 1965) es un exciclista profesional español que destacó durante los años 1990. 
Debutó como profesional en el equipo Teka, en el año 1986. Desde su etapa como ciclista reside en Sobarzo, Cantabria (España).

## Biografía
Nació 16 de noviembre de 1965 en Fresno de la Ribera (Zamora) y pasó su infancia en Liérganes  (Cantabria). En 1987, con pocos más de 20 años,  ingresó en el equipo Teka, procedente del Reynolds aficionado.
Militó durante casi toda su carrera en el equipo Banesto (posteriormente iBanesto.com e Illes Balears) e incluso llegó a ser internacional con la Selección Española de Ciclismo en carretera.
Participó con España en los Juegos Olímpicos de Atlanta en 1996.
Hizo un gran papel como gregario y aguador de Miguel Induráin en la consecución de sus cinco Tours de Francia. Pese a ser un notable gregario, a nivel individual no consiguió grandes éxitos.
Sus mayores logros como profesional fueron la consecución de dos etapas en la Vuelta a España. En 1993 la cuarta etapa con final en Ávila y en 1994 después de una larga escapada, la 19.ª etapa, con inicio también en Ávila y final en las Destilerías DYC, en Palazuelos de Eresma, cerca de Segovia. 
También logró la victoria en el Trofeo Comunidad Foral de Navarra (hoy G.P. Miguel Induráin) en 1994 y la Subida al Naranco en 1988.

## Palmarés
| 1987 - 1 etapa de la Euskal Bizikleta - 1 etapa de la Vuelta a Tres Cantos - 1 etapa de la Volta a Cataluña 1988 - Subida al Naranco - 1 etapa de la Vuelta a La Rioja 1989 - Vuelta a Murcia, más 1 etapa - 1 etapa de la Volta a Cataluña 1993 - 1 etapa de la Vuelta a España | 1994 - Trofeo Comunidad Foral de Navarra - 1 etapa de la Vuelta a España - 2.º en el Campeonato de España Contrarreloj - Vuelta a Aragón 1995 - Trofeo Luis Ocaña - G. P. Llodio 1997 - Trofeo Luis Ocaña - 1 etapa de la Vuelta a los Valles Mineros |

## Resultados en Grandes Vueltas
| Carrera         | 1988 | 1989 | 1990 | 1991  | 1992 | 1993 | 1994 | 1995 | 1996 | 1997 | 1998 |
| --------------- | ---- | ---- | ---- | ----- | ---- | ---- | ---- | ---- | ---- | ---- | ---- |
| Giro de Italia  | -    | -    | -    | -     | -    | -    | -    | -    | -    | -    | -    |
| Tour de Francia | -    | -    | 96.º | 123.º | 98.º | 72.º | Ab.  | 78.º | 66.º | 61.º | Ab.  |
| Vuelta a España | Ab.  | 28.º | 75.º | 56.º  | 93.º | 21.º | 34.º | 46.º | 57.º | 35.º | -    |